# 第五屆立法院
第5屆立法院是中華民國行憲後的第五屆立法院，該屆立法委員任期自2002年2月1日起至2005年1月31日止，由中華民國自由地區選舉產生，共召開了6個會期和3次臨時會。本屆立法院未有任何一個政黨單獨取得過半席次。

## 席次概況
| 顏色   | 政黨名稱     | 當選時席次 | 解散時席次 | 席次變化 | 備註                                 |
| ------ | ------------ | ---------- | ---------- | -------- | ------------------------------------ |
|        | 民主進步黨   | 87         | 80         | ▼7       | 政治光譜上的泛綠政黨。               |
|        | 台灣團結聯盟 | 13         | 12         | ▼1       | 政治光譜上的泛綠政黨。               |
|        | 中國國民黨   | 68         | 66         | ▼2       | 政治光譜上的泛藍政黨。               |
|        | 親民黨       | 46         | 44         | ▼2       | 政治光譜上的泛藍政黨。               |
|        | 新黨         | 1          | 1          | -        | 政治光譜上的泛藍政黨。               |
|        | 無黨團結聯盟 | 0          | 11         | ▲11      | 由台灣吾黨與其他無黨籍立法委員組建。 |
|        | 台灣吾黨     | 1          | 0          | ▼1       | 瓦歷斯·貝林加入無黨團結聯盟。        |
|        | 無黨籍       | 9          | 3          | ▼6       |                                      |
| 總席次 | 總席次       | 225        | 217        | ▼8       |                                      |

註：粗體字者為執政黨。

## 會議背景
本屆未能有任一政黨單獨取得絕對多數議席，但在野的中國國民黨、親民黨與新黨由於意識形態相近（偏保守、支持兩岸統一），並且三黨席次相加過半，因此時常於議會中互相合作，與執政的民主進步黨及其盟友台灣團結聯盟相抗衡，針對政府提出的預算案或法律案進行杯葛抵制；甚至在三一九槍擊事件發生後，以席次優勢強勢通過《三一九槍擊事件真相調查特別委員會條例》，遭司法院大法官認定侵害行政權而宣告違憲。

## 主要議案

### 通過法案
第5屆立法院通過制定了以下主要法案：
- 《地方稅法通則》
- 《環境基本法》
- 《規費法》
- 《大量解僱勞工保護法》
- 《政治獻金法》
- 《公民投票法》
- 《性別平等教育法》
- 《兩性工作平等法》
- 《全民國防教育法》
- 《性騷擾防治法》
- 《國家情報工作法》
- 《國家機密保護法》
- 《行政罰法》
- 《原住民族基本法》

除此之外，本屆立法院另通過以下重要法案的修正、廢止以及國際條約的審查：
- 《中華民國憲法增修條文》第七次修訂
- 《戰時軍律》：予以廢止。
- 《國防法》：「軍政軍令一元化」政策改革修法。
- 《中華民國刑法》：修正第26條不能未遂規定、廢除牵连犯、连续犯與未遂教唆等規定。
- 《经济、社会及文化权利国际公约》：予以通過，至2009年始由總統批准生效。

### 特別委員會
- 2002年4月2日，經朝野協商後通過成立「海軍光華二號調閱委員會」，負責調查拉法葉軍購案。
- 2004年8月24日，因應三一九槍擊事件的發生，立法院通過制定《三一九槍擊事件真相調查特別委員會條例》，授權國會組成「三一九槍擊事件真相調查特別委員會」，惟遭司法院大法官認定逾越權力分立份際，侵犯檢察機關偵查權，於釋字第585號解釋被宣告部分違憲。

## 外部連結
- 立法院智庫知識平台 （页面存档备份，存于）